# Grå skärelav
Grå skärelav (Schismatomma decolorans) är en lavart som först beskrevs av Turner & Borrer ex Sm., och fick sitt nu gällande namn av Clauzade & Vezda. Grå skärelav ingår i släktet Schismatomma och familjen Roccellaceae.  Arten är reproducerande i Sverige. Inga underarter finns listade i Catalogue of Life.